# 斎藤滋
斎藤 滋（さいとう しげる、1975年9月10日 - ）は、日本の音楽プロデューサー、アニメプロデューサー。

## 来歴
病弱な学生時代を送っていたが、THE BLUE HEARTSに影響を受け、音楽で病弱を克服したことから音楽業界を志しアマチュアバンド活動の不調から裏方のスタッフを志望する。
駒澤大学卒業後、バンプレストに就職しクレーンゲーム景品や販促宣伝を手掛け、子会社のミューラスへ出向し「KiraKira☆メロディ学園」などを担当した後退社。以後フリーランスとしてホームページ制作や井上喜久子のファンクラブスタッフなどを経験しサイトロン・デジタルコンテンツにて志倉千代丸のもとでネットラジオ番組製作を行う一方で音楽制作の基礎を学ぶ。サイトロン・ランティス共同のアニメ枠「プリンセスアワー」をきっかけとして2005年ランティスに入社し、以後チーフプロデューサーや執行役員を歴任し2018年3月に退職。その後2018年4月に「ハートカンパニー」を設立し代表取締役に就任。

## 主な担当作品
- W〜ウィッシュ〜
- 機動新撰組 萌えよ剣
- D.C.S.S. 〜ダ・カーポ セカンドシーズン〜
- 涼宮ハルヒシリーズ
- ひだまりスケッチシリーズ
- らき☆すたシリーズ
- D.C.II 〜ダ・カーポII〜シリーズ
- true tears
- 喰霊-零-
- 空を見上げる少女の瞳に映る世界
- バカとテストと召喚獣シリーズ
- 未来日記シリーズ
- みつどもえシリーズ
- カードファイト!! ヴァンガード
- 花咲くいろは
- 境界線上のホライゾンシリーズ
- 機動戦士ガンダムAGE
- ハイスクールD×Dシリーズ
- 氷菓
- TARI TARI
- 中二病でも恋がしたい！シリーズ
- 宇宙戦艦ヤマト2199
- ラブライブ!
- はたらく魔王さま！
- Free!シリーズ
- 境界の彼方
- 最近、妹のようすがちょっとおかしいんだが。
- グラスリップ
- 東京ESP
- 天体のメソッド
- 夜ノヤッターマン
- 響け!ユーフォニアムシリーズ
- Fate/kaleid liner プリズマ☆イリヤシリーズ
- コンクリート・レボルティオ〜超人幻想〜
- 無彩限のファントム・ワールド
- ハルチカ〜ハルタとチカは青春する〜
- 紅殻のパンドラ
- Dimension W
- ばくおん!!
- 文豪ストレイドッグス
- ビッグオーダー
- SERVAMP-サーヴァンプ-
- TRICKSTER -江戸川乱歩「少年探偵団」より-
- 装神少女まとい
- 小林さんちのメイドラゴン
- 終末なにしてますか? 忙しいですか? 救ってもらっていいですか?
- 有頂天家族2
- ヴァイオレット・エヴァーガーデン
- フルメタル・パニック! Invisible Victory
- ツルネ -風舞高校弓道部-
- ひとりぼっちの○○生活
- アフリカのサラリーマン
- アサルトリリィ BOUQUET
- まえせつ!
- IDOL舞SHOW
- アイドルマスター ミリオンライブ!
- アイドルマスターSideM

## 主な担当アーティスト
- tiaraway
- 奥井雅美
- 梶裕貴
- 白石稔
- StylipS
- 田所あずさ
- 茅原実里
- 寺島拓篤
- ヒャダイン
- 飛蘭
- μ's
- TRUE

## 出演番組
- ランティス15周年記念特番 〜アニソン業界で走り続ける人たち〜（2014年1月 TOKYO MXほか）
- 茅原実里 10周年記念番組 〜彼女が見つけたサンクチュアリィ〜（2014年11月3日 TOKYO MX）
- アニソンのど自慢G 第1回（2014年12月27日 NHK BSプレミアム）